# Протесты в Словакии (2025)
Протесты в Словакии 2025 года — демонстрации против пророссийской политики премьер-министра Словакии Роберта Фицо. Демонстрации, организованные организацией «Мир для Украины», состоялись в 28 различных районах страны в декабре 2024 — январе 2025 года.

## Протесты
Протесты произошли на фоне обострения политической напряжённости после того, как премьер-министр Фицо выступил с обвинениями в возможной попытке государственного переворота. Ссылаясь на засекреченный отчёт словацкой разведывательной службы (SIS), которую возглавляет сын близкого соратника Фицо по партии, которому предъявлены серьёзные обвинения в злоупотреблении полномочиями полиции в политических целях, Фицо заявил, что его политическая оппозиция координировала свои действия с иностранными организациями для организации свержения его правительства путём спланированного гражданского неповиновения, включая захват правительственных зданий, блокирование дорог и общенациональные забастовки. Лидеры оппозиции и организаторы акций протеста из организации «Мир в Украине» категорически отвергли эти обвинения, охарактеризовав их как попытки запугать население Словакии. Критики отметили, что руководство SIS поддерживало тесные связи с политическими союзниками Фицо.

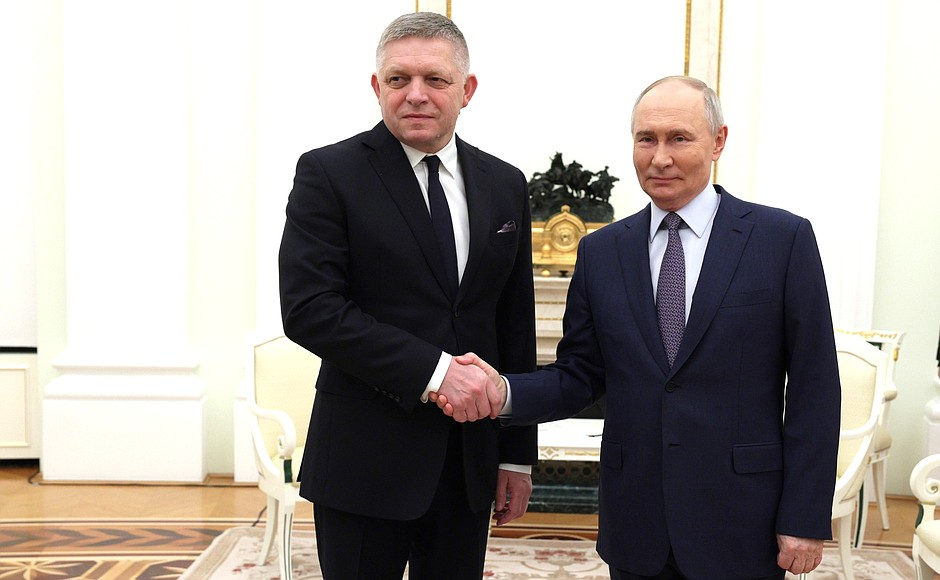
Роберт Фицо и Владимир Путин, 22 декабря 2024

Демонстрации против Фицо начались после дипломатического визита Фицо в Москву в конце декабря 2024 года, где он встретился с президентом России Владимиром Путиным. 10 января 2025 года организация «Мир для Украины» координировала демонстрации по всей Словакии, а лидер протеста Люсия Штасселова осудила визит в Москву как принципиально несовместимый с демократическими ценностями. Протесты против Фицо также возникли в соседних странах, включая Прагу (Чехия) и Краков (Польша).
24 января 2025 года протесты в Братиславе собрали около 60 000 участников, дополнительные протесты собрали 15 000 человек в Кошице и тысячи в других городах по всей стране, согласно подсчётам организаторов. Протестующие выразили своё несогласие с помощью различных лозунгов, подчёркивающих европейскую идентичность Словакии, в том числе «Словакия — это не Россия, Словакия — это Европа» и призывов к отставке Фицо. Организация «Мир для Украины» объявила о планах продолжения демонстраций, запланировав следующую крупную акцию протеста на 7 февраля 2025 года.